# Tania Zagury
Tania Zagury (Rio de Janeiro, 15 de janeiro de 1949) é uma filósofa, escritora, conferencista e professora brasileira do ensino superior. Filósofa graduada pela Universidade Estadual do Rio de Janeiro (UERJ) e mestre em Educação pela Universidade Federal do Rio de Janeiro (UFRJ). Autora de 34 livros publicados no Brasil, França, Itália, Espanha, Canadá, México, Argentina, Cuba, República Dominicana, sendo dez deles indicados ao Prêmio Jabuti de Literatura. É membro eleito do Pen Clube do Brasil e da Associação Brasileira de Educação (ABE). Em 2016 foi eleita para a Academia Carioca de Letras (ACL), onde ocupa a cadeira número 30.
Sete salas de leitura em municípios do Rio de Janeiro, São Paulo e Espírito Santo foram batizadas com o nome Tania Zagury. Foi eleita Personalidade Educacional 2014 pela Associação Brasileira de Imprensa e Jornal Folha Dirigida. No mesmo ano recebeu a Comenda da Ordem da Educação, outorgada pela Sociedade Brasileira de Educação e Integração pelo conjunto de sua obra. Foi membro do conselho editorial das revistas de Educação Pátio Ensino Médio, do Grupo A Educação, Profissão Mestre e Gestão Educacional. Foi articulista de Educação do jornal Tribuna do Espírito Santo, de 2012 a 2018, e do site Meu Bolso Feliz.
Concedeu, até o ano de 2018, quase duas mil entrevistas a programas de televisão como Fantástico (quatro vezes), Programa do Jô (três vezes), Sem Censura (mais de dez vezes), Programa Silvia Poppovic (cinco vezes); revistas semanais como Veja (Páginas Amarelas), Isto É (Páginas Vermelhas) e especializadas como Crescer – da qual foi colunista – e Pais & Filhos; jornais como O Globo (Segundo Caderno, Prosa & Verso, Jornal de Bairros), Jornal do Brasil (Caderno Ideias, Caderno B, Revista de Domingo), Zero Hora (Revista Donna); e rádios como CBN, Bandeirantes, Tupi, Roquette Pinto, MEC AM e FM, entre muitos outros veículos em todo o território nacional.

## Primeiros anos
Tania Zagury nasceu no Rio de Janeiro. A inclinação para o magistério manifestou-se cedo: aos 11 anos elaborou uma cartilha para alfabetizar a irmã caçula, então com cinco.
Sua grande paixão sempre foi o ensino público e gratuito e, acima de tudo, a sala de aula. Formou-se professora do ensino fundamental na então Escola Normal Carmela Dutra, e começou a lecionar aos 17 anos. Em 1968, prestou exame vestibular. Foi aprovada em terceiro lugar para a Faculdade de Filosofia da Universidade Estadual do Rio de Janeiro (UERJ), onde se graduou, habilitando-se a lecionar as disciplinas Filosofia, Psicologia e Sociologia.
Trabalhou em escolas municipais (E.M. Mato Grosso e E.M. Costa e Silva), inicialmente na alfabetização e, posteriormente, em outras séries. Em 1971 foi convidada a integrar a equipe de Supervisão Educacional do 3º Distrito de Educação e Cultura do Município do Rio de Janeiro, cargo em que permaneceu até 1981, quando passou a se dedicar à formação de professores em nível superior, como continua até hoje. Concluiu o Mestrado em Educação na Universidade Federal do Rio do Janeiro (UFRJ), onde também frequentou disciplinas do Doutorado em Educação.
Em 1976, assumiu o cargo de professora-substituta na Faculdade de Educação da UFRJ. Prosseguiu na carreira de docente do ensino superior docente até se tornar professora-adjunta, nível 4, nos Departamento de Psicologia e de Didática. Criou a Central de Estágios para alunos dos cursos de Licenciatura e Pedagogia, através da qual licenciandos passaram a vivenciar situações reais de sala de aula.

## Obra
Paralelamente à docência, Tania Zagury publicou, até o ano de 2018, vinte e sete obras, algumas das quais traduzidas para vários países, num total de 34 publicações. Seus livros tem por base estudos de campo e tratamento científico dos dados.
- Em 1986 lançou, em coautoria com um médico especialista, Diabetes sem Medo (Ed. BestSeller).

- Em 1988, publicou, pela Editora Brasiliense, Escola em Cuba, Impressões de uma Educadora Brasileira, visando a compartilhar com pais e professores a experiência da alfabetização cubana, que pode conhecer quando visitou a ilha para participar de um congresso.

- Sem padecer no paraíso, em defesa dos pais ou sobre a tirania dos filhos (48ª edição, Ed. Record, 1991) contesta a teoria da “liberdade total” criada pelo educador e escritor escocês Alexander Sutherland Neill (1883-1973), fundador da escola Summerhill e autor de Summerhill: A Radical Approach to Child Rearing (1960). Neste livro, o autor assegurava que negar e reprimir atitudes das crianças, mesmo as agressivas e antissociais, acarretava traumas emocionais. Isso resultou em insegurança e medo por parte dos pais, que passaram a deixar as crianças livres para fazer o que quisessem.[14] Sem padecer no paraíso, em defesa dos pais ou sobre a tirania dos filhos propõe que pais e educadores percebam e reflitam sobre a relação entre a falta de limites na educação e o surgimento de uma geração de “pequenos tiranos” – crianças e jovens sem noção de “certo” e “errado”, sem solidariedade ou empatia, egocêntricos e capazes de atos antissociais, e até mesmo de crimes graves. Baseado em estudo de campo com 160 famílias, a obra apresenta caminhos para educar sem que existam dominadores nem dominados.

- Educar sem Culpa – A Gênese da Ética (48ª edição, Ed. Record, 1994) alerta pais e professores sobre a necessidade de se priorizar a ética na Educação, como forma de prevenir a marginalização de jovens. O texto ressalta culpas infundadas que imobilizam os pais, originárias de conceitos distorcidos da psicologia e psicanálise, impedindo-os de exercer plenamente seu papel de educadores e formadores do caráter dos filhos. Ciúme entre irmãos, limites na adolescência, avós que mimam excessivamente os netos, necessidade de aparelhar os filhos para enfrentar uma sociedade antiética em que prevalece a impunidade – esses e outros temas são apresentados e discutidos com o intuito de conscientizar a família de que, mais importante do que tornar os filhos felizes e satisfazer suas vontades, é gerar cidadãos éticos.[15]

- Rampa (6ª edição, Ed. Record, 1996) é uma ficção realista que aborda o tema do preconceito social contra os excluídos da sociedade em contraponto à solidariedade e à empatia. É a história do engenheiro Alberto que, por uma série de circunstâncias, perde o emprego, é abandonado pela família e acaba morando nas ruas da cidade do Rio de Janeiro. Tomando por base dois anos de observação direta da vida dos sem teto das ruas do Rio, a obra mostra a angústia do cotidiano daqueles que não se enquadram nas categorias ‘marginais’ nem ‘mendigos’, e sobrevivem tentando manter a dignidade e resgatar possibilidades sociais.

- Encurtando a adolescência (12ª edição, Ed. Record, 1999) expõe e discute questões essenciais à educação dos jovens agrupadas segundo as temáticas: sexo, drogas e questões da vida moderna. O livro analisa o fato de a adolescência estar se tornando cada vez mais longa em todo o mundo, e analisa o fenômeno, relacionando-o, entre outras razões, à superproteção e a falta de limites na educação. Apresenta e discute ações parentais para encurtar a adolescência que hoje vem se estendendo para além dos 24 anos, ou até mais. A obra reitera que a ação segura e firme dos pais é a forma mais eficiente de conduzir os filhos a um destino produtivo, saudável e feliz.[16]

- Limites sem trauma – Construindo cidadãos (96ª edição, Ed. Record, 2000) está traduzido e publicado em Espanha, França, Canadá, Argentina, Itália, México, República Dominicana e Cuba. A obra informa como, quando e por que dizer ‘não’ aos filhos.[17][18][19][20] O propósito é instrumentalizar os pais de forma a que readquiram seu papel de educar os filhos, para que se transformem em pessoas maduras e cidadãos guiados pela ética.[21]

- Escola sem conflito: parceria com os pais (10ª edição, Ed. Record, 2002) expõe e comenta as sucessivas mudanças na relação entre família e escola.[22][23] Dúvidas atuais sobre como se relacionar com coordenadores, diretores e professores; como levar o filho a se tornar um bom estudante; como proteger os filhos das drogas e do bullying, entre outras, são esclarecidas de forma a fundamentar pedagogicamente os pais tanto em relação à escolha da escola, quanto à avaliação segura da instituição escolhida, assim como quais atitudes da família contribuem para o crescimento intelectual e afetivo das crianças.[24]

- Os Direitos dos Pais (Ed. Record, 2004, esgotado)] instrumentaliza pais e professores para transformar seus filhos e alunos, respectivamente,  em cidadãos íntegros, mesmo em tempos de crise, quando a violência crescente, a glamourização e o abuso de drogas, o aumento de casos de suicídio e depressão entre adolescentes, o desemprego e o estímulo ao consumo desenfreado e ao imediatismo, geram uma tremenda crise ética.[25][26]

- O professor refém (10ª edição, Ed. Record, 2006) é resultado de um estudo de campo com mais de dois mil professores em todo o Brasil,[27] no qual as novas relações familiares, a falta de limites das crianças, bem como as sucessivas mudanças no sistema educacional brasileiro e o despreparo do professor frente ao novo cenário, minaram a autoridade docente, num momento em que, paradoxalmente, se espera que a escola assuma atribuições mais complexas.[28][29][30] A obra apresenta sugestões para a superação dos problemas.

- Filhos: Manual de instruções (1ª edição, Ed. Record, 2011) orienta os pais das gerações X e Y de forma pontual a lidar com problemas da modernidade tais como criar rotinas de estudo, se relacionar bem com meios-irmãos e utilizar a internet e as redes sociais de forma saudável.[31][32] O livro é escrito de forma breve, em tópicos, para facilitar a consulta.

- O adolescente por ele mesmo (18ª edição, Ed. Record, 2013) aborda uma das etapas mais complexas do desenvolvimento humano – a adolescência. O livro teve como base um estudo de campo realizado no decorrer de dois anos, ao longo dos quais 943 jovens entre 14 e 18 anos, de 16 cidades brasileiras, estudantes e trabalhadores, de diferentes classes sociais, responderam a um total de 104 questões sobre estudos, escola, escolha profissional, lazer, sexo, drogas, religião, política, família, casamento, felicidade, entre outros.[33][10] A obra sugere meios para pais e educadores diminuírem conflitos e formarem cidadãos com um projeto de vida que os mantenha longe das drogas e da marginalidade.

- Filhos adultos mimados, pais negligenciados (1ª edição, Ed. Rocco, 2015) apresenta uma visão dos sentimentos da geração que educou os filhos a partir dos anos 1970 – com muita liberdade e poucos limites. A obra dá continuidade ao trabalho iniciado há 26 anos, ao entrevistar pais de filhos adultos educados com muita liberdade e poucos limites, buscando verificar, desta feita, de que forma a educação excessivamente liberal se refletiu na relação de pais e filhos adultos, décadas depois.[34][35][36]

- Os Novos perigos que rondam nossos filhos (1ª edição, Ed. Rocco, 2017) visa a orientar pais e educadores para os perigos do uso excessivo das novas mídias por crianças e adolescentes, e até mesmo pelos adultos, contrapondo formas de uso saudável das novas tecnologias por crianças e adolescentes, buscando, ao mesmo tempo, prevenir possíveis danos relacionados ao uso imoderado das mesmas.[37]

- Pensando Educação com os Pés no Chão (1ª edição, Ed. Rocco, 2018) analisa algumas das principais mudanças efetivadas na área da Educação no Brasil nas últimas quatro décadas, explicando os porquês do fracasso de cada uma delas.[38][39]

Entre 2009 e 2010 Tania Zagury deu início à Coleção Ecológica para crianças, com o propósito de desenvolver o prazer da leitura e estimular a reflexão e proteção ao meio ambiente, através das aventuras de seus personagens. Os livros contêm apêndices sobre a espécie animal abordada em cada história.
- O desmaio do Beija-Flor (2ª edição, Ed. Record, 2008) apresenta os irmãos Caquinho e Bibito, protagonistas da coleção. Os meninos encontram em um beija-flor preso no salão de festas do prédio. De tanto se debater contra as janelas envidraçadas, tentando fugir, a ave acaba desmaiando. O pai dos meninos ajuda-os na tarefa de salvar a ave.

- Em O Mistério da Lixeira Barulhenta (2ª edição, Ed. Record, 2008)], um lindo dia de verão é interrompido por um estranho barulho, que assusta Caquinho e Bibito. Está vindo da lixeira... Mas desde quando lixo se mexe? Os meninos precisam de muita coragem para desvendar esse mistério.

- Em A Visita da Cigarra (2ª edição, Galerinha Record, 2009)], a mãe de Caquinho e Bibito, que sempre cuida de todos sem medo ou cansaço, surpreende ao se mostrar apavorada com a presença de uma cigarra que, por engano, entrou pela janela na casa da família. Quem vai salvar Mamãe?

- Em O macaquinho da Perna Quebrada (2ª edição, Galerinha Record, 2009) Caquinho encontra um macaquinho machucado e o leva para casa. Todos se apaixonam pelo esperto animalzinho, até que ele se cura e surge um problema: ficar com o novo amigo ou deixá-lo viver sua vida e destino?

- Em O estranho Sumiço do Morcego (2ª edição, Galerinha Record, 2010) Bibito e Caquinho têm um mistério para resolver: alguém anda dando mordidas nas frutas que a Mamãe compra… De quem serão aqueles dentinhos?

- Em A espetacular Fuga de Mini (1ª edição, Galerinha Record, 2012) Caquinho e Bibito encontram uma nova amiga que vai lhes ensinar uma lição sobre o valor da liberdade.

- O jacaré que comeu a noite (coautoria com Leão Zagury, 1ª edição, Ed. Mar de Ideias, 2013) conta a história de um menino cheio de energia, que, como tantas crianças, resiste à hora de dormir. A amizade com um jacaré ajuda a resolver a questão. Ilustrações de Rafael Doria.

- O menino e o macaco caco (coautoria com Leão Zagury, 1ª edição, Ed. Mar de ideias, 2013)] conta uma história singela de aproximação e amizade. Voltado para crianças em fase de alfabetização.  Ilustrações de Rafael Doria.

## Livros publicados
Saúde
- Diabetes sem medo (coautoria), Ed. Best Seller, 1986, 16ª edição, revista e ampliada.
- Educação em diabetes, in Tratamento Atual em Diabetes Mellitus (coautoria), Ed. Guanabara Coogan, 2009.

Romance
- Rampa, romance, Ed. Record, 1997, 6ª edição.

Educação
- Escola em Cuba, impressões de uma educadora brasileira, Ed. Brasiliense, 1988, esgotado.
- Sem padecer no paraíso, em defesa dos pais ou sobre a tirania dos filhos, Ed. Record, 1991, 24ª edição.
- Educar sem culpa, a gênese da ética, Ed. Record, 1994, 29ª edição.
- O adolescente por ele mesmo, Ed. Record, 1996, 18ª edição.
- Encurtando a adolescência, Ed. Record, 1998, 12ª edição.
- O saber e o pensar, orientação sexual para educadores e profissionais de saúde (coautoria), Ed. Gente, 1999, esgotado.
- Limites sem trauma, construindo cidadãos, Editora Record, 2000, 95ª edição. Traduzido e publicado na Franca, Itália, Canadá, Espanha, México, Argentina, Uruguai, Cuba, Republica Dominicana.
- Escola sem conflito: parceria com os pais, Ed. Record, 2002, 10ª edição.
- O desafio da TV Pública – Uma reflexão sobre sustentabilidade e qualidade (coautoria), Acerp-TVE Rede Brasil, 2003, esgotado.
- Os direitos dos pais: Construindo cidadãos em tempos de crise, Ed. Record, 2004, 11ª edição. Esgotado.
- O professor refém: Porque fracassa o ensino no Brasil, Ed. Record, 2006, 10ª edição.
- Encontros com Educadores, Ed. Direcional, 2010, esgotado
- Filhos, manual de instruções: Para pais das gerações X e Y, Ed. Record, 2011.
- Ah, se eu fosse presidente… (coautoria), Ed. Alta Books, 2015.
- Filhos adultos mimados, pais negligenciados, Ed. Record, 2015
- Os novos perigos que rondam nossos filhos, Ed. Rocco, 2017.
- Pensando educação – Com os pés no chão, Ed. Rocco, 2018.

Infantis
- O desmaio do beija-flor, volume 1, Coleção Ecológica, Galerinha Record, Rio de Janeiro/Brasil, 2ª edição, 2008.
- O mistério da lixeira barulhenta, volume 2, Coleção Ecológica, Galerinha Record, Rio de Janeiro/Brasil, 2ª edição, 2008.
- ''A visita da cigarra, volume 3, Coleção Ecológica, Galerinha Record, Rio de Janeiro/Brasil, 2ª. edição, 2009.
- O macaquinho da perna quebrada, volume 4, Coleção Ecológica, Galerinha Record, Rio de Janeiro/Brasil, 2ª edição, 2009.
- ''O estranho sumiço do morcego, volume 5, Coleção Ecológica, Galerinha Record, Rio de Janeiro/Brasil, 2ª edição 2010.
- A espetacular fuga de Mini, volume 6, Coleção Ecológica, Galerinha Record, Rio de Janeiro/Brasil, 1ª edição 2012.
- O jacaré que comeu a noite, Editora Mar de Ideias, Rio de Janeiro/Brasil, 1ª edição, 2013.
- O menino e o macaco Caco, Editora Mar de Ideias, Rio de Janeiro/Brasil, 1ª edição, 2013.